# Halowe Mistrzostwa Europy w Lekkoatletyce 1986 – bieg na 1500 m kobiet
Bieg na 1500 metrów kobiet – jedna z konkurencji biegowych rozgrywanych podczas halowych lekkoatletycznych mistrzostw Europy w hali Palacio de Deportes w Madrycie. Rozegrano od razu bieg finałowy bieg finałowy 23 lutego 1986. Zwyciężyła reprezentantka Związku Radzieckiego Swietłana Kitowa. Tytułu zdobytego na poprzednich mistrzostwach nie broniła Doina Melinte z Rumunii.

## Rezultaty

### Finał
Wystartowało 9 biegaczek.
Opracowano na podstawie materiału źródłowego.
| Miejsce | Zawodniczka      | Czas    |
| ------- | ---------------- | ------- |
| 1       | Swietłana Kitowa | 4:14,25 |
| 2       | Tatjana Lebonda  | 4:14,29 |
| 3       | Mitica Junghiatu | 4:15,00 |
| 4       | Elly van Hulst   | 4:16,21 |
| 5       | Mary McKenna     | 4:20,82 |
| 6       | Asuncion Sinobas | 4:23,16 |
| 7       | Róisín Smyth     | 4:23,84 |
| 8       | Agnese Possamai  | 4:24,57 |
| –       | Margareta Keszeg | DNF     |